# Метод Килаини
Метод Килаини (на суахили: Method Kilaini) е танзанийски римокатолически духовник, титулярен струмишки епископ от 1999 година, викарен епископ на Дарессаламската архиепархия (1999 - 2009) и викарен епископ на Букобенската епархия от 2009 година.

## Биография
Роден е на 30 май 1948 година в Катома, в управляваната от Великобратания Танганика. На 18 март 1972 година кардинал Агнело Роси, префект на Конгрегацията за евангелизация на народите, го ръкополага за свещеник в Букоба. На 22 декември 1999 година римският папа Йоан Павел II го назначава за титулярен струмишки епископ, викарий на Дарессаламската архиепископия. Ръкоположен е за епископ на 18 март 2000 година от архиепископа на Дар ес-Салаам кардинал Поликарп Пенго в съслужение с букобенския епископ Несториус Тиманиуа и мусоменския епископ Джъстин Самба. На 5 декември 2009 година е назначен за викарий на Букобенската епархия в Танзания.